# Hunky Dory
Hunky Dory је четврти студијски албум енглеског рок музичара Дејвида Боуија, објављен 17. децембра 1971. године. Након објаве његовог трећег албума из 1970, The Man Who Sold the World, Боуи је на неко време престао са турнејама и снимањем. Почео је да пише пјесме и компонује на клавиру, умјесто на гитари као што
је до тада радио. Након турнеје у Сједињеним Државама, Боуи је створио нови пратећи бенд, састављен од гитаристе Мика Ронсона, басисте Тревора Болдера, и бубњара Мика Вудменсија, и почео са снимањем новог албума у студију Trident у Лондону, средином 1971. Рик Вејкмaн, будући члан бенда Yes, је дао доприносе на клавиру. Боуи је албум копродуцирао са Кеном Скотом, који је учествовао у продукцији претходна два Боуијева албума.
За разлику од гитарама-предвођеног хард рок звука који је преовладавао на претходном албуму, Боуи се одлучио за „мекши” и мелодичнији клавирски-заснован звук поп рока и арт попа на Hunky Dory-ју. Лирске теме текстова пјесама на албуму варирају од умјетничке реинвенције (на пјесми ’’Changes’’) до окултизма и Ничеове филозофије (на пjесмама ’’Oh! You Pretty Things’’ и Quicksand) - више пјесама на албуму садржи књижевне и културалне референце. Инспирисан својом америчком турнејом, Боуи је одлучио да напише пјесме посвећене тројици великих америчих икона: Ендију Ворхолу, Бобу Дилану, и Луу Риду. Пјесму ’’Kooks ’’ је Боуи посветио свом новорођеном сину Данкану.

## Списак пјесама
Све пјесме је написао Дејвид Боуи, осим тамо гдје је наведено.
Страна прва
1. "Changes" - 3:37
2. "Oh! You Pretty Things" - 3:12
3. "Eight Line Poem" - 2:55
4. "Life on Mars?" - 3:43
5. "Kooks" - 2:53
6. "Quicksand" - 5:08

Страна друга
1. "Fill Your Heart" (Биф Роуз, Пол Вилијамс) - 3:07
2. "Andy Warhol" - 3:56
3. "Song for Bob Dylan" - 4:12
4. "Queen Bitch" - 3:18
5. "The Bewlay Brothers" - 5:22

Бонус пјесме са реиздања из 1990.
1. "Bombers" - 2:38
2. "The Supermen" (Алтернативна верзија) - 2:41
3. "Quicksand" (Демо верзија) - 4:43
4. "The Bewlay Brothers" (Алтернативни микс) - 5:19